# Luigi Forlano
Luigi Forlano (né le 5 juillet 1884 à Rocchetta Tanaro, dans le Piémont et mort le 16 juillet 1916 à Oppachiasella en Autriche-Hongrie) est un joueur italien de football, qui a joué en tant qu'attaquant.
Il reste surtout dans les mémoires pour être l'un des étudiants fondateurs d'un des plus grands clubs de football au monde, la Juventus.

## Biographie
Né en 1884 près d'Asti, Luigi Forlano étudie au Liceo Massimo d'Azeglio de Turin, et commence à jouer avec l'équipe des jeunes de la Foot Ball Club Juventus de 1901 à 1903 avant de rejoindre les seniors avec lesquels il joue 3 ans, de 1903 à 1905. 
Il joue sa première rencontre sous le maillot de la Juve le 11 mars 1900 lors d'une défaite 1-0 contre le FBC Torinese. Il remporte avec les bianconeri le premier scudetto du club en 1905. Son dernier match en bianconero, lui, a lieu le 2 avril 1905 lors d'un match nul 1 à 1 contre le Genoa.
Il quitte ensuite son équipe pour rejoindre un autre club turinois, le FBC Torinese, puis rejoint en 1908 l'AC Milan. Il joue sa première rencontre pour les milanais le 17 janvier 1909 lors d'une défaite 3-1 contre l'US Milanese, pour ce qui fut son unique et dernier match en rossonero, avant d'aller terminer sa carrière de joueur à Stresa.
Géomètre de formation, il est tué durant la Première Guerre mondiale au combat.
Son fils Bruno, fut également footballeur et évolua au Novare Calcio, avant de périr en Russie durant la Seconde Guerre mondiale.

## Palmarès
Juventus
- Championnat d'Italie (1) :
  - Champion : 1905.
  - Vice-champion : 1903 et 1904.

## Carrière
| Club                                       | Saison         | Championnat         | Championnat | Championnat | Total  | Total |
| Club                                       | Saison         | Compétition         | Matchs      | Buts        | Matchs | Buts  |
| ------------------------------------------ | -------------- | ------------------- | ----------- | ----------- | ------ | ----- |
| Foot-Ball Club Juventus ( Italie)          | 1900           | Campionato Federale | 2           | 0           | 2      | 0     |
| Foot-Ball Club Juventus ( Italie)          | 1901           | Campionato Federale | 1           | 0           | 1      | 0     |
| Foot-Ball Club Juventus ( Italie)          | 1902           | Campionato Federale | 3           | 0           | 3      | 0     |
| Foot-Ball Club Juventus ( Italie)          | 1903           | Campionato Federale | 3           | 1           | 3      | 1     |
| Foot-Ball Club Juventus ( Italie)          | 1904           | Prima Categoria     | 4           | 0           | 4      | 0     |
| Foot-Ball Club Juventus ( Italie)          | 1905           | Prima Categoria     | 4           | 3           | 4      | 3     |
|                                            | Total Juve     | -                   | 17          | 4           | 17     | 4     |
| Football Club Torinese ( Italie)           | 1906           | Prima Categoria     | 0           | 0           | 0      | 0     |
|                                            | Total Torinese |                     | 0           | 0           | 0      | 0     |
| Milan Foot-Ball and Cricket Club ( Italie) | 1909           | Prima Categoria     | 1           | 0           | 1      | 0     |
|                                            | Total Milan    |                     | 1           | 0           | 1      | 0     |
| Stresa ( Italie)                           | ?              | Prima Categoria     | ?           | ?           | ?      | ?     |
|                                            | Total Stresa   |                     | ?           | ?           | ?      | ?     |
| Total carrière                             |                |                     | 18          | 4           | 18     | 4     |